# Billy Joe Shaver
Billy Joe Shaver (16. srpna 1939, Texas, USA – 28. října 2020) byl americký zpěvák a skladatel, jeden z nejvýznamnějších představitelů „outlaw country“. Nejprve byl úspěšný jako autor – jeho písně nahrála dlouhá řada interpretů – např. Waylon Jennings, Johnny Cash, Willie Nelson, nebo třeba i Elvis Presley. Shaverovo první album Old five and dimers like me vyšlo v roce 1973, následovalo pak dalších třiadvacet. V roce 2006 byl uveden do „Texas Country Music Hall of Fame“. Jeho poslední album Everybody's brother bylo v roce 2007 nominováno na cenu Grammy v kategorii country-gospel.

## Největší hity
- Live forever – píseň nahrála také skupina The Highwaymen
- I been to Georgia on a fast train – také hit Johnnyho Cashe
- You asked me to – také hit Waylona Jenningse a Elvise Presleyho
- Ride me down easy – také hit Bobbyho Barea

## České coververze
- Live forever – Já budu žít navěky (Michal Tučný)
- Old five and dimers – Matčiny růže (Greenhorns)
- Good christian soldier – Kousek lásky (Fešáci)
- You asked me to – Dievča z Budmeríc (Karol Duchoň)